# Uvs núr
Uvs núr (mongolsky Увс Нуур, rusky Убсу-нур nebo Убса) je bezodtoké jezero na severozápadě Mongolska (Uvský ajmag), které severovýchodním výběžkem zasahuje do Tuvinské republiky v Rusku. Vyplňuje dno Uvsunurské kotliny. Má rozlohu 3350 km² a je tak největším jezerem v Mongolsku. Dosahuje maximální hloubky 20 m. Leží v nadmořské výšce 753 m. Je pravděpodobně pozůstatkem dávné vodní plochy o rozloze 16 000 km². Povodí jezera má rozlohu 700 000 km².
V rámci Uvsunurské kotliny bylo jezero roku 2003 zaneseno na seznam světového dědictví UNESCO.

## Pobřeží

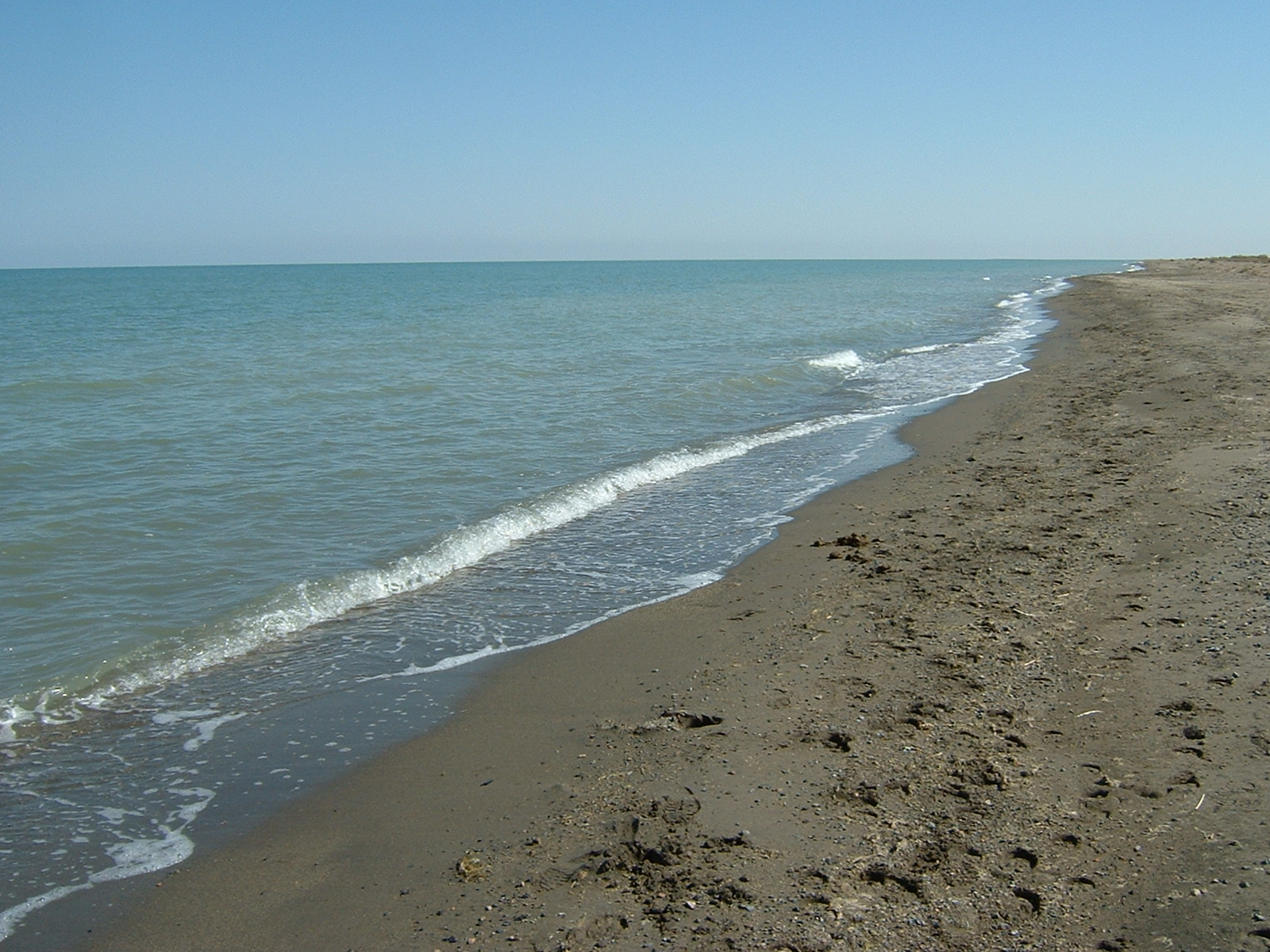
Pobřeží Uvs núru blízko Ulángomu

Pobřeží je převážně nízké, místy bažinaté s úseky slanisek, písků a rákosových porostů.

## Vodní režim
Do jezera přitékají řeky Tes gol a Narín gol. Hlavním zdrojem vody jsou řeky a potoky (395,4 mm/rok), na srážky připadá 96,6 mm/rok a na podzemní zdroje 197 mm/rok. Odpařování činí 689 mm/rok. Doba, za kterou se všechna voda v jezeře vymění, činí 14,7 let.

## Vlastnosti vody
Voda je hořko-slaná se slaností 19 g/l.

## Fauna
V okolí žije 173 druhů ptáků a 41 druhů savců, mezi nimi i pouze zde žijící druhy jako sněžný leopard, horská ovce - argali nebo kozorožec sibiřský. Od roku 2001 je oblast okolí jezera zapsána do Světového dědictví UNESCO.